# Tanghulu
Tanghulu (/tɑːŋ.hulu/) ou Tang hulu (chinês simplificado: 糖葫芦; chinês tradicional: 糖葫蘆; pinyin: táng húlu), também conhecido como bingtang hulu (冰糖葫芦; 冰糖葫蘆; bīngtáng húlu), é um doce tradicional do Norte da China. Ele consiste em frutas espetadas em palitos de bambu e mergulhadas em calda de açúcar, criando uma cobertura crocante após esfriar. O Tanghulu recebeu seu nome por conta de sua forma característica que lembra o fruto da Lagenaria siceraria, popularmente conhecido como cabaça, podendo ser traduzido literalmente como 'cabaça açucarada'.  O doce teve sua origem durante a Dinastia Sung e mantém sua popularidade no Norte da China até os dias de hoje.
A fruta do espinheiro chinês é a fruta tradicionalmente utilizada para fazer Tanghulu,  porém nos últimos tempos várias outras frutas, como tangerinas, morangos, uvas e bananas, passaram a ser usadas para o doce.